# 染織
染織（せんしょく）とは、布等の繊維製品を生産する技術および工芸である。語源としては布を「染める」ことと「織る」ことの総称であるが、組み紐や刺繡等も含まれる。英語のテキスタイル・アート（テキスタイル技法、textile arts）に相当する概念とも言えるが、東アジアでは伝統的に布の生産が主に織物によっていたため、日本語の「染織」には編物や不織布の技法は含まれない場合もある。より広義に布帛生産技法を指す語として「繊維工芸」等がある。

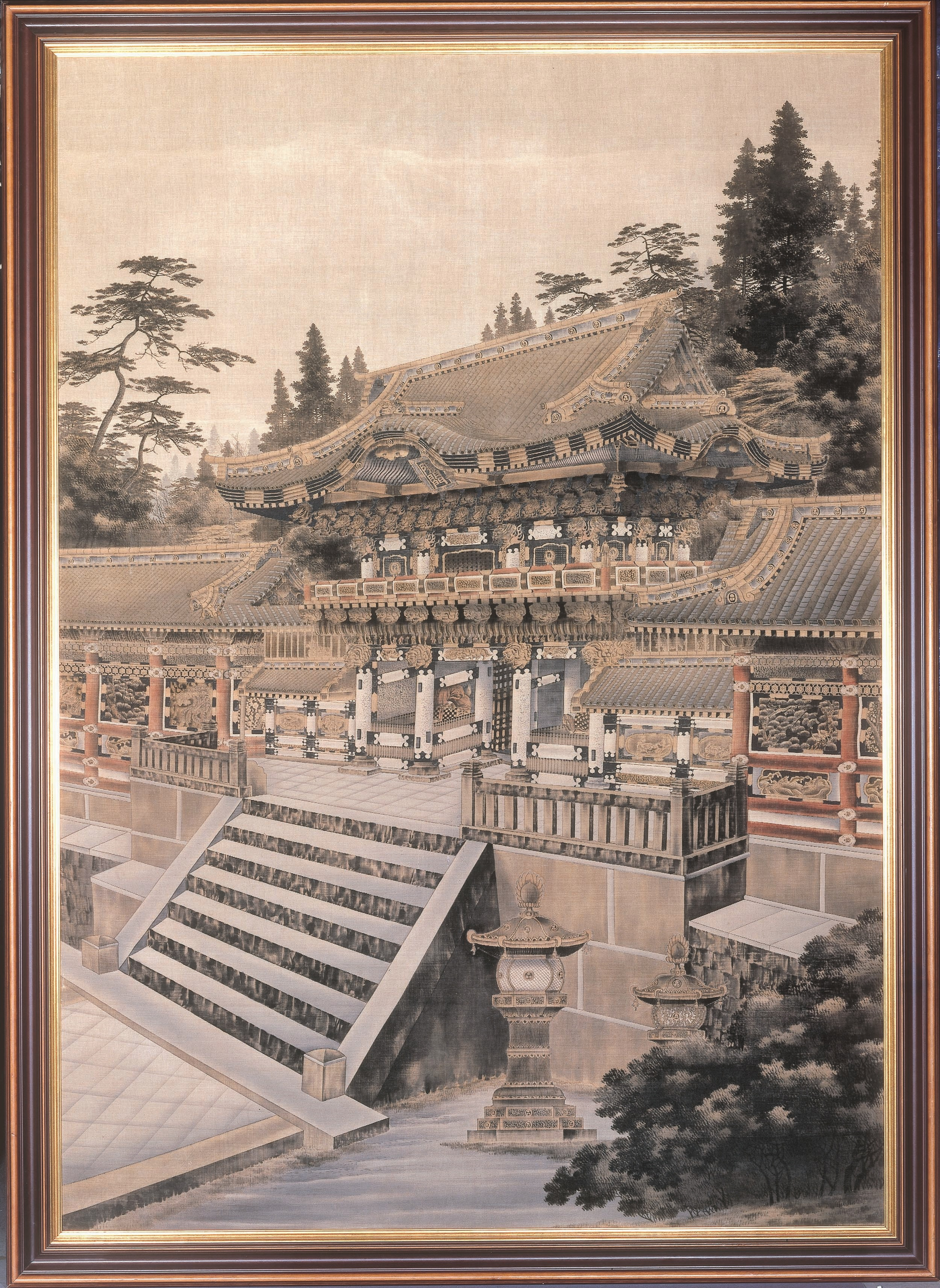
ハリリコレクション日本美術「日光東照宮の染織」(1890年)

染織は工芸もしくは工業に属し、優れた染織品は美術品と認識される。また、世界各地に多種多様な染織の様式があり、衣装等の形で民族文化を象徴する場合がある。染織を専門に行う人を「染織家」と呼ぶ。
染織を染色と機織の工程に分けた場合、
1. 全く染めない
2. 糸（繊維）を染めてから織る（先染め）
3. 布地を織ってから染める（後染め）

の3種に分類できる。
先染めは糸の段階で染め、その染めた糸を用いて織りあげる。無地のものもあるが、色糸の配置を計算して織り上げることで、様々な模様を織り出すことができる（錦、絣、西陣織、博多織など）。縞や格子模様も、先染めによって実現される。糸の配置を精密に計算・設計・実行しなければならないため、ジャカード織機が登場するまでは、職人の高い技術に拠る手法であり、複雑なものは非常な手間と時間がかかり、一般的には後染めより価格が高い。江戸時代の日本では、縞帳という見本帳が作られ、各家庭や問屋で継承されていた。
後染めは、染めていない糸で織り上げた織物（白生地）を、染料に浸けたり、型紙や筆などを用いて捺染する（更紗、友禅染など）。単に「染め物」という時は後染めを指す場合が多い。模様のない染めのみの生地、あるいはその生地で仕立てた着物を色無地という。和服において、仕立てた時に模様が続くように染めるものを絵羽（えば）という。絵羽は手間がかかるため高価であり、江戸初期頃までは、公家や武家の上流階級しか着用できなかったが、中期頃から富裕な商人・町人層にも広がった。「ひいながた」（雛型）と呼ばれる、今のデザイン・カタログにあたるものが作られ、人々はその中から好みの模様を選び、あるいは誂えた一点物を注文した。
なお、例えば、京都の丹後産の繻子織は後染め、京都市の西陣産の繻子織は先染めというように、同種の織り方でも産地によって染めの手順は異なることがある。

## 主な染織家
- 青田五良
- 秋山眞和
- 伊砂久二雄
- 和泉美奈子
- 今井義夫
- 岡村吉右衛門
- 小川規三郎
- 小川トク
- 小原和歌
- 海部ハナ
- 鎌倉芳太郎
- 木村孝 (染織研究家)
- キャシー中島
- 銀座亜紀枝
- 久次米兵次郎
- 久保田一竹
- 小泉清子
- 小宮康孝
- 桜井霞洞
- 志村ふくみ
- 志村洋子 (染織作家)
- 城秀男
- 城間栄喜
- 鈴田照次
- 芹沢銈介
- 瀧澤久仁子
- 田中秀果
- 田畑喜八
- 玉那覇有公
- 知念績弘
- 坪倉優介
- 天白松嵐
- アマドゥ・トゥンカラ
- 渡嘉敷貞子
- 外村吉之介
- 鳥羽美花
- 中井貞次
- 中村勝馬
- 中村光哉
- 名渡山愛擴
- 西村総左衛門
- ミシュリーヌ・ボーシュマン
- 向井寛三郎
- 望月通陽
- 森口華弘
- 柳悦孝
- 山鹿清華
- 山川勝雪
- 山崎斌
- 山崎和樹
- Yogu
- 吉岡幸雄
- 吉田たすく